# Henry Bataille
Henry Bataille   (Nimes, 4 d'abril de 1872 - Rueil-Malmaison, 2 de març de 1922) fou un dramaturg i poeta francès.
Va començar a escriure a una edat primerenca. La seva primera obra va ser el poemari La chambre blanche, es va publicar l'any 1895. Inicialment, va rebre influències de Maurice Maeterlinck. Destacà sobretot com a dramaturg, doncs la gran majoria de la seva producció són obres de teatre. La seva obra L'Homme à la Rose (1920) va ser portada al cinema per Alexander Korda l'any 1934.
Henry Bataille es va casar dues vegades. La seva primera dona va ser l'actriu belga Berthe Bady. La segona dona va ser l'actriu francesa Yvonne de Bray.

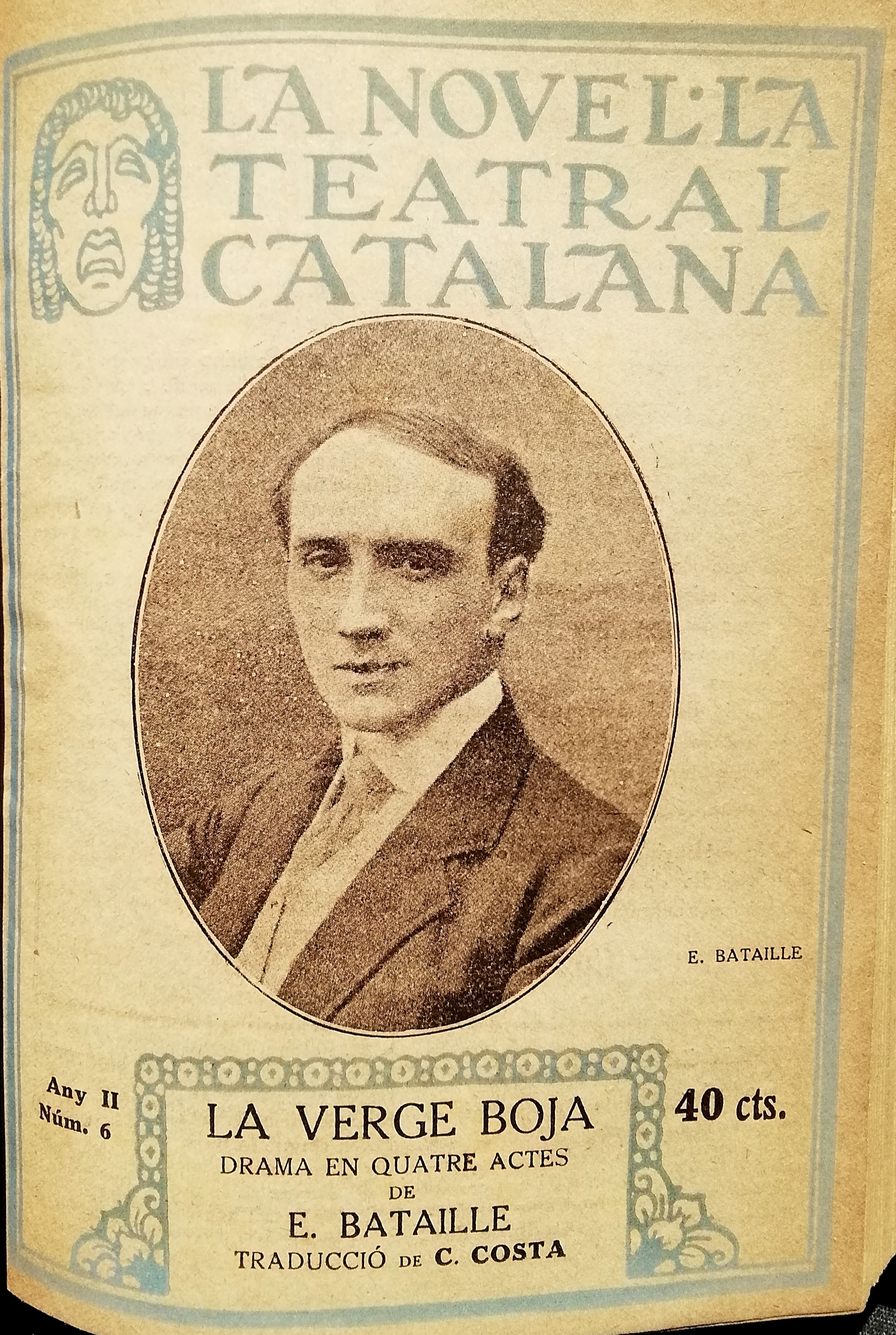
La verge boja, traducció catalana de Carles Costa publicada l'any 1919 dins La Novel·la Teatral Catalana